# Jiří Peroutka
Jiří Peroutka (20. dubna 1932 – před rokem 2014) byl český silniční motocyklový závodník. Byl z Mělníka.
V Mistrovství Československa silničních motocyklů startoval ve třídě do 250 cm³ a do 350 cm³ na motocyklech ESO, Jawa a Ravo v letech 1960–1964 a 1968–1974. Nejlépe skončil na celkovém dvanáctém místě v roce 1960 ve třídě do 350 cm³. Jeho nejlepším výsledkem v jednotlivém závodě Mistrovství Československa je 3. místo v Rosicích v roce 1962 ve třídě do 350 cm³.

## Úspěchy
- Mistrovství Československa silničních motocyklů – celková klasifikace
  - 1960 do 350 cm³ – 12. místo – ESO
  - 1961 do 350 cm³ – nebodoval – Jawa
  - 1962 do 350 cm³ – 25. místo – ESO
  - 1963 do 350 cm³ – 21. místo – Ravo
  - 1964 do 350 cm³ – nebodoval – Ravo
  - 1968 do 250 cm³ – 21. místo – Ravo
  - 1969 do 250 cm³ – 30. místo – Ravo
  - 1969 do 350 cm³ – 25. místo – Jawa
  - 1970 do 350 cm³ – 15. místo – Jawa
  - 1971 do 350 cm³ – 15. místo – Jawa
  - 1972 do 350 cm³ – 16. místo – Jawa
  - 1973 do 350 cm³ – 20. místo – Jawa
  - 1974 do 350 cm³ – 28. místo – Jawa